# Referendum in Austria del 2013
Il referendum in Austria del 2013 si è svolto il 10 gennaio 2013 per chiedere agli elettori austriaci se volessero abolire la coscrizione. Pur essendo il primo referendum nazionale consultivo e non vincolante, i partiti di governo SPÖ e ÖVP annunciarono in anticipo che avrebbero aderito al risultato. ÖVP e FPÖ si easpressero a favore del mantenimento del servizio militare obbligatorio, SPÖ e Verdi a favore di un esercito professionale. Con il 59,7% dei voti e un'affluenza alle urne del 52,4%, gli elettori hanno scelto di mantenere la coscrizione.

## Contesto
PersonaleAnno0500001000001500002000002500001956196619761986199620062014Personale

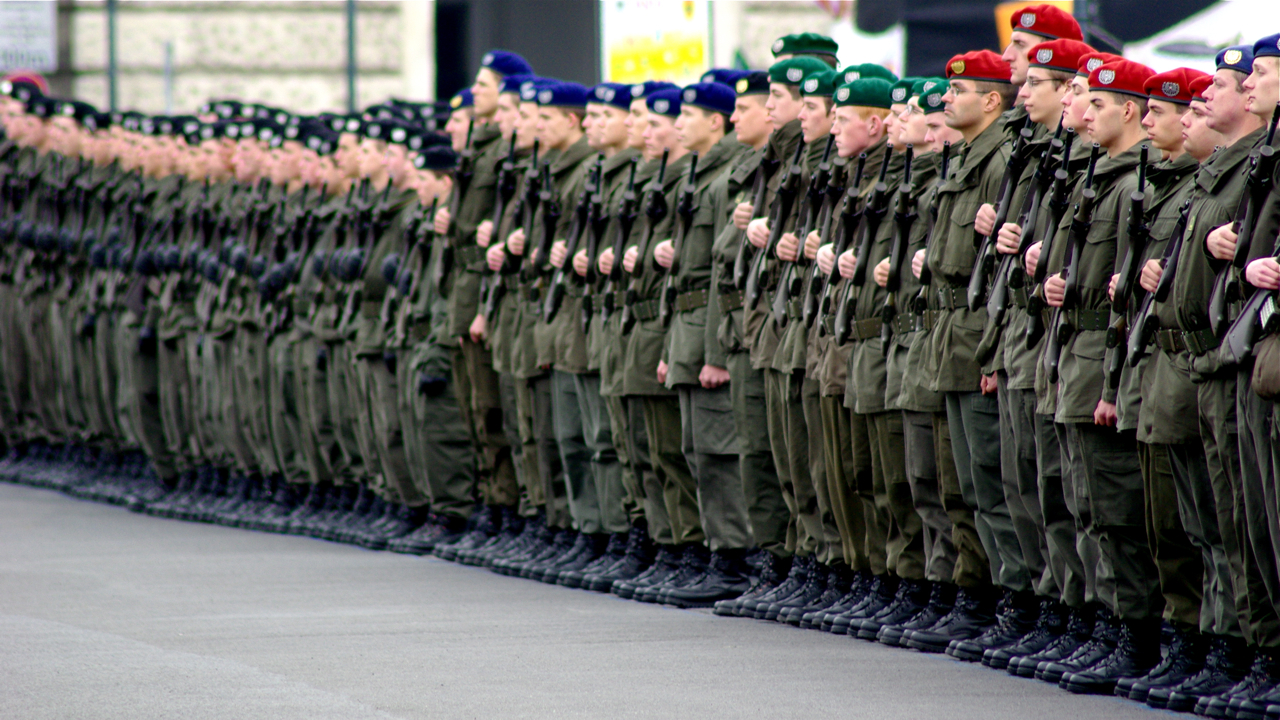
Giovani reclute del Bundesheer durante la cerimonia di giuramento per la festa nazionale nella Heldenplatz a Vienna (26 ottobre 2008).

Nel corso della campagna per le elezioni comunali di Vienna nell'ottobre 2010, il sindaco uscente Michael Häupl (SPÖ) mise in dubbio la coscrizione, chiedendo un referendum su questo tema. La precedente linea di partito per il servizio militare obbligatorio, che il ministro Darabos aveva definito “scolpita nella pietra” pochi giorni prima, era stata così capovolta di 180 gradi per motivi di tattica elettorale.
Nell'agosto 2012, il presidente dell'ÖVP Michael Spindelegger annunciò che il partito, contrariamente alla sua linea precedente, aveva concordato con l'SPÖ un referendum sulla questione della coscrizione. I quesiti proposti furono "Sei favorevole all'introduzione di un esercito professionale e di un anno sociale volontario retribuito?" (SPÖ) e "Sei favorevole al mantenimento della coscrizione generale e del servizio alla comunità?" (ÖVP).
Il 9 novembre 2012 il presidente della Confederazione Heinz Fischer ha firmato la proposta del governo federale di consentire lo svolgimento del referendum in materia di coscrizione o esercito professionale il 20 gennaio 2013. Il 28 novembre è stato confermato come scadenza per l'iscrizione nelle liste elettorali.
Il referendum non era giuridicamente vincolante per il governo, ma la coalizione di 'SPÖ e ÖVP ha annunciato prima dei sondaggi che avrebbe aderito al risultato e "elaborato proposte di riforma di conseguenza".

## Campagna referendaria
I tre maggiori partiti SPÖ, ÖVP e FPÖ hanno cambiato diverse volte le loro posizioni sulla questione nel recente passato.

### Partito Socialdemocratico Austriaco (SPÖ)
La SPÖ era favorevole all'introduzione di un esercito professionale e di un "anno sociale" volontario. Tra le ragioni dell'introduzione, il partito citava la tendenza internazionale in questa questione (al momento del referendum, 21 dei 27 Stati membri dell'UE avevano un esercito professionale), nonché un "cambiamento delle sfide della politica di difesa nel 21º secolo" per difendersi dalla criminalità su Internet e dalla lotta al terrorismo , per i quali un "esercito di massa" non è adatto. Il servizio alla comunità deve essere sostituito da volontari che si impegnano per un anno di servizio sociale. Secondo i calcoli del ministro degli affari sociali Rudolf Hundstorfer questo sistema non dovrebbe costare più del precedente.
Mentre la linea ufficiale del partito sostiene un esercito professionale, alcuni politici statali si discostarono da esso, come il governatore Gabi Burgstaller che invocava un ulteriore sviluppo e Franz Voves si opponeva alla complessa questione del referendum.
Anche lo "Stamokap -strömung" nel SJÖ si è espresso a favore del mantenimento della coscrizione e contro un esercito professionale.
La Süddeutsche Zeitung ha commentato dopo le elezioni: "E neanche la SPÖ ha capito la sua stessa gente. Per 70 anni i socialdemocratici si sono scagliati contro un esercito di professionisti perché erano i soldati di professione a screditare i lavoratori nel 1934. Il cambiamento di cuore che doveva essere portato avanti è stato un attacco all'anima del partito."

### Partito Popolare Austriaco (ÖVP)
L'ÖVP vedeva il servizio militare obbligatorio come un "contributo indispensabile per l'Austria", in quanto essenziale per mantenere la sovranità e la neutralità dell'Austria, per il controllo delle catastrofi e per sostenere il sistema sociale (attraverso il servizio civile). Tuttavia, il partito riteneva necessaria la riforma del servizio militare obbligatorio, ridisegnandolo sulla base delle proposte della Commissione federale per la riforma dell'esercito in modo che i militari di base "possano usare il loro tempo in modo sensato". La Süddeutsche Zeitung ha commentato dopo l'elezione: "l'ÖVP ... ha emozionato l'argomento e raccolto le persone in cui la democrazia diretta è discutibile. Ha diffuso il timore che con l'abolizione del servizio militare obbligatorio e del servizio civile, l'ambulanza arriverà troppo tardi in futuro e nessuno aiuterà con le inondazioni. Aveva poco a che fare con questioni di sicurezza internazionale."

### Partito della Libertà d'Austria (FPÖ)
Anche l' FPÖ si è espresso a favore del mantenimento della coscrizione, guardando come modello la neutralità della Svizzera (che non dispone di un esercito professionale). Inoltre, le organizzazioni umanitarie “soffrirebbero enormemente della perdita del servizio alla comunità”. L'FPÖ vede anche la necessità di riformare il servizio militare obbligatorio e vuole limitare le missioni delle forze armate all'estero alle missioni di pace delle Nazioni Unite e reintrodurre le missioni di assistenza ai confini austriaci.

### I Verdi - L'Alternativa Verde (VERDE)
I Verdi sono favorevoli all'abolizione della coscrizione, evidenziando che l'Austria non è minacciata militarmente e che dal 1989 "tutti i paesi vicini hanno gradualmente aderito alla NATO" (a parte la Svizzera e il Liechtenstein). Un esercito professionale è il "normale caso europeo"; la coscrizione viene utilizzata solo nei paesi con frontiere esterne dell'UE. Inoltre, il Ministero federale degli interni potrebbe assumere i restanti compiti delle precedenti forze armate. Tuttavia, i Verdi non erano disposti a sostenere il modello di esercito professionale del ministro della Difesa Darabos.

### Alleanza Futura Austria (BZÖ)
Il BZÖ è favorevole alla "sospensione della coscrizione generale e alla creazione di un esercito professionale con una milizia volontaria", ma ha definito il referendum una "manovra diversiva a sfondo politico" e ha chiesto il boicottaggio del referendum. Il partito critica l'oscillazione ideologica di entrambi i partiti di governo: per ragioni ideologiche, l'SPÖ si è sempre opposto a un esercito di professionisti e ha utilizzato il referendum per mobilitare voti per le elezioni del Consiglio nazionale del 2013, l'ÖVP, in quanto ex sostenitore dell'adesione alla NATO, vuole farlo per ottenere un voto favorevole al servizio militare obbligatorio.

### Team Stronach
Nel suo programma di base, il team di Stronach prevede l'introduzione di un esercito professionale con una componente volontaria, ma non ha formulato raccomandazioni elettorali. Dovrebbe essere mantenuta la neutralità e l'Austria dovrebbe assumere un ruolo sicuro di sé all'interno di una "architettura di sicurezza europea".

### Partito Comunista d'Austria (KPÖ)
Il KPÖ sostiene a livello federale l'abolizione delle forze armate in base a considerazioni antimilitariste, chiedendo però agli elettori di invalidare il proprio voto scrivendo "Abolire l'esercito" sulla scheda elettorale per inviare un chiaro segnale per una politica di neutralità e risparmiare notevoli risorse che potrebbero essere utilizzate per scopi sociali. Il KP-Styria rifiuta un esercito professionale e raccomanda di votare a favore del mantenimento della coscrizione e del servizio alla comunità. Un esercito professionale serve principalmente missioni estere e non è fortemente ancorato alla società. L'anno sociale volontario porterebbe al dumping salarialecondurre. L'abolizione delle forze armate è respinta perché, secondo lo Stato parte, ciò porterebbe attualmente ad un armamento paramilitare della polizia.

### Altri partiti
Il Forum Liberale, il Partito Pirata d'Austria e il nuovo partito NEOS si sono espressi contro la coscrizione.

## Quesito
La scheda referendaria prevedeva due opzioni di voto:
Sind Sie für die Beibehaltung der allgemeinen Wehrpflicht und des Zivildienstes?»
Sei favorevole al mantenimento della coscrizione generale e del servizio comunitario?»

## Risultati
Secondo lo scrutinio finale ufficiale, il 59,7% ha votato per il mantenimento del servizio militare obbligatorio e del servizio civile e il 40,3% per un esercito professionale. Ad eccezione della capitale federale Vienna, la maggioranza di tutti gli stati federali ha votato per mantenere la coscrizione.
| Partecipazione       | %      | numero    |
| -------------------- | ------ | --------- |
| Elettori registrati  |        | 6.378.478 |
| Votanti              | 52,4 % | 3.344.940 |
| Schede bianche/nulle | 2,5 %  | 82.546    |
| Voti validi          | 97,5 % | 3.262.394 |

| Preferenza                                                                                | %      | voti      |
| ----------------------------------------------------------------------------------------- | ------ | --------- |
| Introduzione di un esercito professionale e di un anno sociale di volontariato retribuito | 40,3 % | 1.315.278 |
| Mantenimento della coscrizione generale e del servizio comunitario                        | 59,7 % | 1.947.116 |